# Jogos da Francofonia de 2013

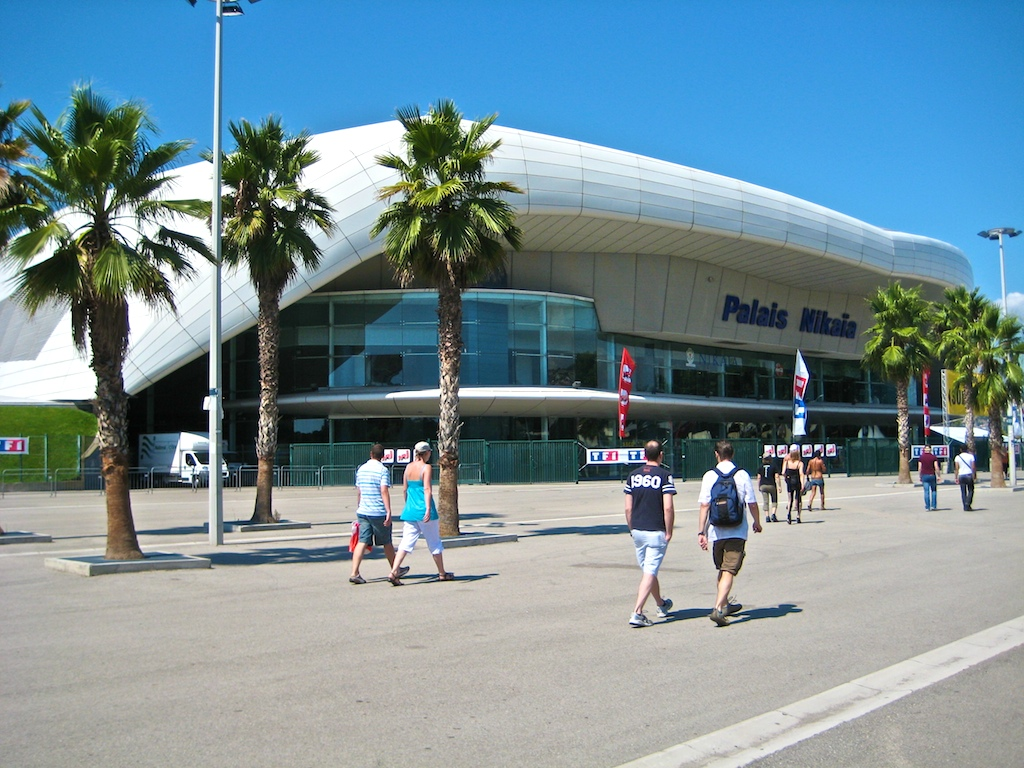
Grand Stade de Nice

Os Jogos da Francofonia de 2013 foram a sétima edição do evento, tendo sido realizados em Nice, na França, de 6 a 15 de setembro.

## Modalidades
Oito modalidades esportivas e nove culturais farão parte do programa dos VII Jogos da Francofonia:
| Esportivas - Atletismo - Basquetebol - Boules (demonstração) - Boxe - Futebol - Judô - Lutas - Tênis de mesa | Culturais - Arte digital (demonstração) - Arte urbana - Artes plásticas - Artes visuais - Canto - Conto - Dança criativa - Literatura - Fotografia |